# Nova Akropola
Nova Akropola (Nowy Akropol) album grupy Laibach wydany w 1985 roku.

## Lista utworów
1. "Vier Personen" – 5:26
2. "Nova akropola" – 6:55
3. "Krvava gruda - plodna zemlja" – 4:07
4. "Vojna poema" – 3:12
5. "Ti, ki izzivaš" – 1:20
6. "Die Liebe" – 4:26
7. "Država" – 4:19
8. "Vade Retro" – 4:33
9. "Panorama" – 4:52
10. "Decree" – 6:41